# Catephia shisa
Catephia shisa là một loài bướm đêm trong họ Erebidae.